# 紹伊納
紹伊納是俄羅斯涅涅茨自治區北部位於卡寧半島的漁村，由漁民家庭在二十世紀三十年代建立，海洋資源豐富，到了五十年代居住人數增加至約1,500人，擁有七十餘艘漁船。紹伊納其後開始衰落，現時只有約300名居民，主要靠失業援助和退休金過活。

## 外部連結
- 2005 photographs by Sergey Maximishin  （页面存档备份，存于）
- More photographs Archive.today的存檔，存档日期2007-05-13
- Shoyna Google Earth community[]

67°52′40″N 44°09′17″E / 67.87778°N 44.15472°E